# Avamè
Avamè è un arrondissement del Benin situato nella città di Tori-Bossito (dipartimento dell'Atlantico) con 5.441 abitanti (dato 2006).